# Gustav Freiherr von Liebenstein
Gustav Adolph Ludwig Wilhelm Freiherr von Liebenstein (* 25. April 1891 in Rastatt; † 17. Januar 1967 in Mannheim) war ein deutscher Kapitän zur See der Reserve der Kriegsmarine und Industrieller. Von Liebenstein war einer von 13 Offizieren, die den Dienstgrad eines Kapitäns zur See der Reserve in der Kriegsmarine erreichten.

## Leben

### Herkunft
Gustav Freiherr von Liebenstein war ein Sohn aus der zweiten Ehe von Albrecht von Liebenstein (* 1854) mit Mathilde Lisette Ruth, geb. Ehlert (* 1867).

### Karriere
Gustav Freiherr von Liebenstein trat am 1. April 1909 als Seekadett in die Kaiserliche Marine ein. Am 12. April 1910 wurde er zum Fähnrich zur See befördert. 1912 erhielt er eine Verwendung auf dem Kleinen Kreuzer Rostock und wurde hier bis Mai 1916 als Funkentelegraphieoffizier eingesetzt. Am 2. Mai 1915 wurde er in dieser Position zum Oberleutnant zur See befördert. Anschließend diente er bis Dezember 1917 als Wachoffizier auf unterschiedlichen Torpedobooten (S 24, G 92 und S 62). Bis März 1918 war er Kommandant des Torpedobootes V 6 und anschließend bis Kriegsende des Torpedobootes V 3.
Am 10. November 1919 wurde er aus der Marine verabschiedet und erhielt am 10. November 1920 den Charakter als Kapitänleutnant verliehen.
Nach seinem Ausscheiden aus der Marine begann er ein Studium der Elektrotechnik an der Technischen Hochschule Darmstadt und war ab 1922 Mitglied des VDE. Nach erfolgreichem Abschluss wurde er bei Brown, Boveri und Cie in Mannheim angestellt. Er war im Prüffeld für Triebwagen und elektrische Lokomotiven eingesetzt. 1926 wurde er Leiter der elektrotechnischen Abteilung im Grosskraftwerk Mannheim.
Am 15. April 1936 erfolgte als Kapitänleutnant der Reserve (Rangdienstalter vom 25. April 1931) seine Aufnahme in die Kriegsmarine. Am 31. Mai 1938 wurde er Korvettenkapitän zur Reserve. Am 23. August 1939 erhielt er seine Einberufung und war im September 1939 kurz Marine-Nachrichtenoffizier Bremerhaven. Am 19. September 1939 wurde er als Zweiter Admiralstabsoffizier beim Führer der Vorpostenboote West eingesetzt, bevor er von Anfang Mai 1940, ab 1. September 1941 als Fregattenkapitän zur Reserve, bis November 1941 als Vierter Admiralstabsoffizier beim Befehlshaber der Sicherung der Nordsee tätig war. Anschließend wurde er hier Erster Admiralstabsoffizier.
Vom 6. Mai 1942 bis 20. Februar 1943 war er Chef der 1. Sperrbrecherflottille. Im Februar/März 1943 war er Erster Admiralstabsoffizier im Stab des Admirals der Seebefehlsstellen und war anschließend kurz Chef des 2. Landungsflottille. Er übernahm ab dem 26. Mai 1943 über das gesamte Bestehen bis Januar 1944 die neu aufgestellte 2. Landungs-Division, welche im Mittelmeer eingesetzt wurde. Von Mai 1943 bis August 1943 war er in Personalunion auch Seetransportführer Messinastraße. Im September 1943 erhielt er auch noch die Verantwortung als Seetransportführer Korsika, welcher aus dem Seetransportführer Messinastraße hervorgegangen war. Bis Oktober 1943 war er als Seetransportführer Korsika eingesetzt.

Mitte August 1943 war er mit der Führung des Unternehmens Lehrgang, der Räumung Siziliens, beauftragt und konnte dieses erfolgreich durchführen. So wurden u. a. fast 100.000 Soldaten und fast 10.000 Fahrzeuge über die Messina-Straße übergesetzt. Mitte September 1943 erhielt er auch den Befehl die Insel Korsika zu räumen. Am 3. Oktober 1943 vermerkt das Kriegstagebuch der Seekriegsleitung:
Seetransportführer Korsika meldet 2300 Uhr Abschluß der Räumung.
Nachdem er bereits am 22. August 1943 das Deutsche Kreuz in Gold erhalten hatte, folgte am 3. September 1943 die Verleihung des Ritterkreuzes des Eisernen Kreuzes für die erfolgreiche Leitung des Unternehmens Lehrgang. Er war auch Träger des Kriegsabzeichen für Minensuch-, U-Bootjagd- und Sicherungsverbände.
Ab Januar 1944 war er bis Kriegsende Chef des Stabes des Kommandierenden Admirals in den Niederlanden. Am 1. Juli 1944 wurde er zum Kapitän zur See der Reserve befördert.
Von 1947 bis zu seiner Pensionierung 1956 war er Vorstandsmitglied des Großkraftwerkes Mannheim. Im VDE war er insgesamt sechs Jahre Kassenwart und von 1953 bis 1957 Vorsitzender des VDE-Bezirksvereins Kurpfalz. Diesen VDE-Bezirk vertrat er ab 1947 in der Delegiertenversammlung. Er gehörte auch dem Verein Deutscher Ingenieure (VDI) mit der Mitgliedsnummer 521166 an und war im Nordbadisch-Pfälzischen Bezirksverein des VDI aktiv.